# 牧山弘恵
- 牧山弘惠
- 牧山弘恵

牧山 弘惠（まきやま ひろえ、1964年9月29日 - ）は、日本の政治家、外国弁護士（アメリカ合衆国ニューヨーク州）。立憲民主党所属の参議院議員（4期）、参議院政府開発援助等及び沖縄・北方問題に関する特別委員長。
参議院政治倫理の確立及び選挙制度に関する特別委員長、同環境委員長、同経済産業委員長、立憲民主党常任幹事会議長などを歴任。

## 来歴

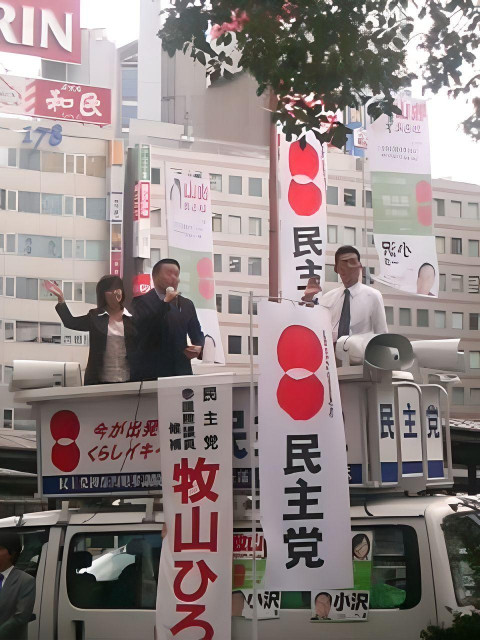
2007年、演説する牧山（左）

東京都新宿区生まれ。1987年、国際基督教大学教養学部語学科卒業。子供の頃から兼高かおるに憧れTBSテレビに入社。TBSでは『モーニングEye』のアシスタントディレクターを務めた。1991年、アメリカ合衆国のトーマス・クーリー法科大学院を修了し、同年からニューヨークのマークス村瀬法律事務所に勤務する。1993年、アメリカ合衆国司法試験（ニューヨーク州・コネチカット州）に合格し、ハリウッドのワーナー・ブラザース、松竹、ポリグラムにおいて法務室室長を務めた。1996年、ニューヨークのハッシー法律事務所に転じ、2004年よりソニー・ピクチャーズ法務部シニアマネージャー。
2005年、民主党が実施した候補者公募に合格し、同年10月23日投開票の参議院神奈川県選挙区補欠選挙に同党公認で出馬したが、前年まで民間人閣僚の外務大臣だった川口順子（自由民主党公認）に敗れ、落選した。
2007年の第21回参議院議員通常選挙に再び神奈川県選挙区（定数3）から民主党公認で出馬し、100万票超を獲得して初当選した（同じく民主党新人の水戸将史も得票数3位で初当選）。
2012年9月の民主党代表選挙では、現職の野田佳彦首相の再選を支持して野田の推薦人に名を連ね、野田が赤松広隆、鹿野道彦、原口一博を大差で破り再選された。
2013年の第23回参議院議員通常選挙に定数が4に増員された神奈川県選挙区から民主党公認で出馬。島村大（自由民主党）、松沢成文（みんなの党）、佐々木さやか（公明党）の当選が確定した後、残る1議席が牧山、畑野君枝（日本共産党元職）で争われ、牧山が2万票弱の僅差で畑野を振り切り、再選（なお、2007年に同期当選し、民主党を離党して日本維新の会に鞍替えした水戸将史は落選）。2014年、参議院参議院政治倫理の確立及び選挙制度に関する特別委員長に就任。
2015年1月の民主党代表選挙では、細野豪志元幹事長の推薦人に名を連ねたが、細野は決選投票で岡田克也に敗れ、岡田が代表に選出された。
2016年3月27日、民主党・維新の党の合流により結党した民進党に参加。
2017年7月27日、民進党代表の蓮舫が、同月の東京都議会議員選挙の結果を受けて辞任を表明。蓮舫の辞任に伴う代表選挙（9月1日投開票）では前原誠司の推薦人に名を連ねた。
同年10月27日、民進党代表の前原誠司が、同月の衆院選で党を分裂させる形で戦う原因をつくったことについて陳謝し、引責辞任を正式に表明。前原の辞任に伴う代表選挙（10月31日実施）では大塚耕平の推薦人に名を連ねた。
同年10月、本村賢太郎の離党により後任の民進党神奈川県連代表代行に就任したが、2018年4月23日に辞任した。

### 立憲民主党
2018年5月7日、民進党・希望の党が合流した国民民主党に参加せず、立憲民主党に入党する意向を表明し、民進党を離党して立憲民主党に入党届を提出。立憲民主党は5月8日の常任幹事会で牧山ら11人の国会議員の入党を了承した。
2019年7月の第25回参議院議員通常選挙に立憲民主党公認で神奈川県選挙区から立候補し、2位（改選数4）で3選。同年10月4日、参議院環境委員長に就任。
2020年9月15日、旧立憲民主党、旧国民民主党などが合流し、新「立憲民主党」が設立。牧山も新党に参加。
2021年10月31日の第49回衆議院議員総選挙で立憲民主党は議席を「109」から「96」に減らし、11月2日、枝野幸男代表は引責辞任を表明。枝野の辞任に伴う代表選挙（11月30日実施）では泉健太の推薦人に名を連ねた。12月6日、立憲民主党は、執行役員12人のうち6人を女性とする新たな人事を決定。泉代表が代表選挙で訴えた「執行役員の半数を女性にする」との公約を達成した。牧山は執行役員の役職の一つ、常任幹事会議長に選任された。2022年8月、常任幹事会議長を退任。同年9月13日、党の次の内閣でネクスト法務大臣に就任した。
2024年9月30日、次の内閣ネクストデジタル・行政改革・公務員改革担当大臣に就任。同年11月11日、参議院経済産業委員長に就任。
2024年12月17日、立憲民主党は翌年7月の第27回参議院議員通常選挙神奈川県選挙区に牧山を擁立する方針を固めたと報じられた。2025年7月20日の投開票の結果、得票数1位で4選。同年8月1日、参議院政治倫理の確立及び選挙制度に関する特別委員長に就任。

## 政策・主張

### 憲法
- 憲法改正についての各メディアのアンケートの結果は以下のとおり。
  - 2013年 - 毎日新聞社には「賛成」と回答[35]。
  - 2019年 - 朝日新聞社には「どちらかといえば反対」と回答[36]。
  - 2025年 - NHKには「どちらともいえない」と回答[37]。
  - 2025年 - 読売新聞社には「どちらかといえば反対」と回答[38]。

- 9条への自衛隊の明記について、2025年のNHKのアンケートで「反対」と回答[37]。

- 憲法を改正し緊急事態条項を設けることについて、2025年のNHKのアンケートで「反対」と回答[37]。

- 憲法改正の発議要件を衆参それぞれ「過半数の賛成」に引き下げる96条改正ついて、2013年の毎日新聞社のアンケートで「反対」と回答[35]。

### 外交・安全保障
- 「他国からの攻撃が予想される場合には先制攻撃もためらうべきではない」との問題提起に対し、2019年の朝日新聞社のアンケートで「どちらともいえない」と回答[36]。

- 「北朝鮮に対しては対話よりも圧力を優先すべきだ」との問題提起に対し、2019年の朝日新聞社のアンケートで「賛成」と回答[36]。

- 普天間基地の移設問題について、2013年の毎日新聞社のアンケートで「国外に移設すべき」と回答[35]。

- 日本による過去の植民地支配と侵略を認めて謝罪した「村山談話」の見直し論議について、2013年の毎日新聞社のアンケートで「見直すべきではない」と回答[35]。

- 従軍慰安婦に対する旧日本軍の関与を認めた「河野談話」の見直し論議について、2013年の毎日新聞社のアンケートで「見直すべきではない」と回答[35]。

### ジェンダー
- 選択的夫婦別姓制度の導入についての各メディアのアンケートの結果は以下のとおり。 
  - 2019年 - 朝日新聞社には「賛成」と回答[36]。
  - 2025年 - 日本テレビには「賛成」と回答[39]。
  - 2025年 - 読売新聞社には「賛成」と回答[38]。

- 同性婚を可能とする法改正についての各メディアのアンケートの結果は以下のとおり。 
  - 2019年 - 朝日新聞社には「賛成」と回答[36]。
  - 2025年 - NHKには「賛成」と回答[37]。
  - 2025年 - 日本テレビには「やや賛成」と回答[39]。

### その他
- 「治安を守るためにプライバシーや個人の権利が制約されるのは当然だ」との問題提起に対し、2019年の朝日新聞社のアンケートで「どちらかと言えば反対」と回答[36]。

- アベノミクスについて、2019年の朝日新聞社のアンケートで「どちらかと言えば評価しない」と回答[36]。

- 消費税率を10％より高くすることについて、2019年の朝日新聞社のアンケートで「どちらかといえば反対」と回答[36]。

- 物価⾼対策として消費税率を引き下げることについて、2025年の日本テレビのアンケートで「賛成」と回答[39]。

- 「2025年の参院選後、連携したいと考える政党を次の中からあげてください」との同年の読売新聞社のアンケートに対し「国民民主党、れいわ新選組、社民党」と回答[38]。

## 発言
- 2008年10月28日の参議院外交防衛委員会において輸入小麦価格の高騰問題を取り上げ、「政府が価格をコントロールできる輸入小麦の政府卸売価格を引き下げるべきだ」と主張。質疑に際し、麻生太郎首相に対しカップ麺の値段を問いかけ、「400円くらい？」と答えた麻生に「170円くらい」と指摘し、10月19日に都内のスーパーマーケットを視察して庶民派ぶりをアピールしていた麻生を答弁に窮させた[40]。
  - なお、当時の報道では麻生がカップ麺の値段を400円と回答した部分が特に大きく取り上げられていたが、この部分は牧山の質疑の本題ではない。
- 2012年8月24日の参議院予算委員会における質疑の中で、ロンドン五輪のサッカー日韓戦において五輪の場に領土問題を持ち込んだ韓国の朴鍾佑について、「オリンピック競技中に領土の話を持ち出した韓国の方もいたとのことですが、それはあくまで一部の人だと思います」と言及し、「本当にアジアの中には親日の方がとても多い」「日本人の中でも、韓国、中国を始めほかのアジア人のことを近く感じている方はたくさんいらっしゃると思います」と述べた[41]。
- 2023年4月6日の参院法務委員会において、立憲民主党と社民党との共同会派で裁判所職員定員法改正に反対する決定をしていたにもかかわらず、同会派の石川大我、福島瑞穂とともに改正案の採決に賛成した。7日に行われた参院本会議の採決では3人とも棄権した。参院本会議後、「不注意で反対すべきところを賛成してしまった」と述べた[42]。

## 著書
- 国民総政治家―税金の使い道はあなたが決める（牧山ひろえ名義） 講談社ビジネスパートナーズ、2013年、ISBN 9784864240055
- 30日間で立派な淑女になる方法 （牧山 Ruby 弘恵名義）KKベストセラーズ、1997年、ISBN 9784584158777

## 人物
- 母子家庭で育ち、小学校時代はいじめを苦にしての転校も経験した[4]。
- 好物は納豆、おくら、とろろ芋、餅、麺類、焼き鳥[4]。
- 趣味はジョギング、水泳、カラオケ[4]。
- 尊敬する人は、緒方貞子、ヒラリー・クリントン[4]。
- 家族は夫、1男1女[4]。
- 信仰はキリスト教[43]。

## 所属団体・議員連盟
- たばこ産業政策議員連盟[44]
- 子どもの貧困対策推進議員連盟 [4]
- 海事振興連盟（理事）[4]
- 子どもへのワクチン接種とワクチン後遺症を考える超党派議員連盟[45]

## 選挙歴
| 当落 | 選挙                     | 執行日         | 年齢 | 選挙区         | 政党         | 得票数     | 得票率 | 定数 | 得票順位 /候補者数 | 政党内比例順位 /政党当選者数 |
| ---- | ------------------------ | -------------- | ---- | -------------- | ------------ | ---------- | ------ | ---- | ------------------ | ---------------------------- |
| 落   | 第19回参議院議員補欠選挙 | 2005年10月23日 | 41   | 神奈川県選挙区 | 民主党       | 76万5589票 | 33.40% | 1    | 2/3                | /                            |
| 当   | 第21回参議院議員通常選挙 | 2007年07月29日 | 42   | 神奈川県選挙区 | 民主党       | 101万866票 | 25.42% | 3    | 1/8                | /                            |
| 当   | 第23回参議院議員通常選挙 | 2013年07月21日 | 48   | 神奈川県選挙区 | 民主党       | 46万1006票 | 11.74% | 4    | 4/11               | /                            |
| 当   | 第25回参議院議員通常選挙 | 2019年07月21日 | 54   | 神奈川県選挙区 | 旧立憲民主党 | 74万2658票 | 20.38% | 4    | 2/14               | /                            |
| 当   | 第27回参議院議員通常選挙 | 2025年07月20日 | 60   | 神奈川県選挙区 | 立憲民主党   | 73万1605票 | 16.10% | 4    | 1/16               | /                            |